# Блера
Блера (итал. Blera) је насеље у Италији у округу Витербо, региону Лацио.
Према процени из 2011. у насељу је живело 2549 становника. Насеље се налази на надморској висини од 287 м.

## Становништво
Према резултатима пописа становништва 2011. у општини је живело 3.356 становника.
| 1931. | 1936. | 1951. | 1961. | 1971. | 1981. | 1991. | 2001. | 2011. |
| ----- | ----- | ----- | ----- | ----- | ----- | ----- | ----- | ----- |
| 2.949 | 3.042 | 3.245 | 3.296 | 3.137 | 3.084 | 3.193 | 3.208 | 3.356 |